# NGC 6332
NGC 6332 (również PGC 59927 lub UGC 10773) – galaktyka spiralna (Sa), znajdująca się w gwiazdozbiorze Herkulesa. Odkrył ją Édouard Jean-Marie Stephan 11 lipca 1876 roku.